# René Radermacher Schorer
Jhr. dr. Matthieu René Radermacher Schorer (De Bilt, 2 augustus 1888 – Utrecht, 5 augustus 1956) was een Nederlandse jurist en een der belangrijkste bibliofielen die Nederland heeft gekend.

## Biografie
Schorer, lid van de familie Schorer, was de oudste uit een gezin van vijf kinderen, die uit het huwelijk van zijn vader jhr. mr. Christiaan Matthias Reinier in 1887 met jkvr. Anna Maria Adriana Cornelia de Geer geboren waren. Zijn moeder was een dochter van de Utrechtse hoogleraar en politicus mr. Barthold Jacob Lintelo baron de Geer, heer van Jutphaas. René Schorer volgde na zijn universitaire opleiding een loopbaan als jurist en als directeur van een verzekeringsmaatschappij.
Hij trouwde in 1928 met Charlotte Catherine (Lotte) Hasselman (1878-1966), lid van de Nederland's Patriciaatsfamilie Hasselman; uit dit huwelijk werden geen kinderen geboren. Wel had zij vier kinderen uit haar eerste huwelijk (1902-1920, door echtscheiding ontbonden) met jhr. Ch.L. Röell (1878-1938), lid van de familie Röell.
Als verzamelaar van een omvangrijke bibliotheek bracht Schorer ook een verzameling literaire handschriften bijeen, meestal hem geschonken door zijn literaire vrienden of vanwege zijn mecenaat. Zijn villa aan het Wilhelminapark in Utrecht was vanaf 1928 een plaats, waar behalve auteurs ook veel beeldende kunstenaars gasten waren: bijvoorbeeld kunstenares Charley Toorop behoorde daar toe en in 1936 de schilder Edgar Fernhout en de tekenares Rachel Fernhout-Pellekaan. De auteurs waren merendeels afkomstig uit de schrijvers rond het tijdschrift De Gemeenschap. Tot de letterkundigen die zijn attentie hadden en waarvan hij het werk verzamelde, behoorden onder anderen J.C. Bloem, Clara Eggink, Jan Engelman, Albert Helman, Hendrik Marsman, E. du Perron, Adriaan Roland Holst en J.J. Slauerhoff.
Op 2 augustus 1948 had hij een gedenkwaardige dag toen op zijn 60ste verjaardag een groot aantal van zijn vrienden hem een Album Amicorum aanboden, waaraan 59 kunstenaars en geleerden hadden medegewerkt. Schorers werk wordt in dat album uitvoerig besproken.
Een rede door hem gehouden op 19 mei 1949 in de algemene ledenvergadering van het Provinciaal Utrechts Genootschap kwam uit onder de titel Bijdrage tot de geschiedenis van de renaissance der Nederlandse boekdrukkunst in 1951 te Utrecht en in 1952 te Amsterdam.
Ook ontwikkelde hij andere activiteiten. Hij hield lezingen over boekkunst en aanverwante onderwerpen. En hij werkte aan de uitbreiding en catalogisering van zijn bibliotheek, die na zijn dood deels bij de Koninklijke Bibliotheek terecht zou komen. De plannen om van het Museum Meermanno-Westreenianum een Museum van het Boek te maken interesseerden hem zeer.
De enorme collectie literaire werken die Schorer tijdens zijn leven had verzameld, waaronder fraaie door Nederlandse typografen verzorgde bibliofiele uitgaven, heeft hij uiteindelijk vermaakt aan de Koninklijke Bibliotheek voor het op te richten Museum van het Boek. Zij vormt thans de basis van de collectie moderne bibliofiele werken van het Rijksmuseum Meermanno-Westreenianum/Museum van het Boek. De collectie bestaat voornamelijk uit moderne boekkunst en typografie.
In 1998 verscheen een aan hem gewijde, geïllustreerde monografie.